# Apollinaire Vasnetsov
Pour les articles homonymes, voir Vasnetsov.
Apollinaire Mikhaïlovitch Vasnetsov (en russe : Аполлинарий Михайлович Васнецов ; 1856-1933) est un peintre et critique d'art russe spécialisé dans la peinture historique. Il est le frère de Viktor Vasnetsov, autre peintre russe renommé.

## Biographie

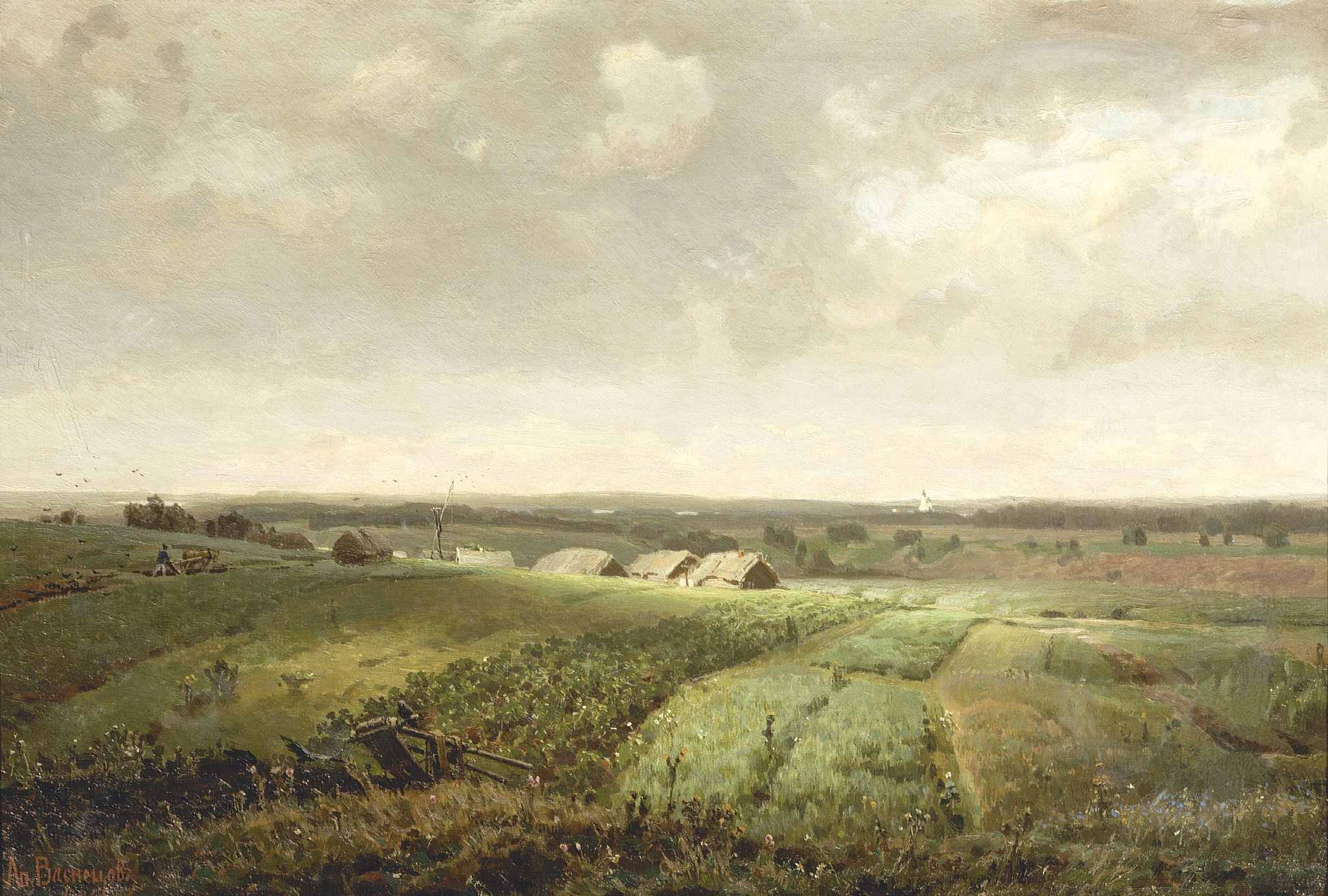
Dans Rodina (« La patrie », 1886, Galerie Tretiakov), Apollinaire Vasnetsov tente de faire comprendre ce que signifie pour lui sa terre natale et ses vastes espaces. Cette toile du peintre a exercé une influence sur le paysagiste Nikolaï Doubovskoï qui a peint de nombreux tableaux de sa terre natale quelques années après Vasnetsov (dont « Rodina » en (1904).

Apollinaire Vasnetsov est né en 1856 à Riabovo près de Kirov (anciennement Viatka), dans une famille nombreuse qui descendait de l'antique famille de Viatka, les Vasnetsov. Son père était pope dans le village de Viatka.
À treize ans il devient orphelin. Il possède des talents exceptionnels mais ne reçoit pas de formation artistique académique. Pendant ses études dans une école religieuse de Viatka, il commence à prendre des leçons auprès d'un peintre polonais exilé (Michał Elwiro Andriolli).
« 
Vasnetsov rendait visite chaque dimanche à Andriolli et lui demandait de juger de ses dessins réalisés à la maison. Puis il dessinait avec lui d'après nature ou copiait des paysages de montagne ou de bois du peintre suisse Alexandre Calame
 »
Il termine ses études à Viatka en 1872, et sur l'insistance de son frère aîné Victor Vasnetsov il part à Saint-Pétersbourg, où il vit de 1872 à 1875. Il y apprend la peinture avec son frère Victor, mais aussi avec Vassili Polenov, Ilia Répine, Mark Antokolski.
En 1875, il abandonne l'idée de se présenter à l'académie des beaux-arts et réussit un examen de professeur. Il part ensuite enseigner dans le village de Bystritsa (Gouvernement d'Orel). Bientôt il change d'avis à propos de l'enseignement et retourne chez son frère installé à Moscou et, par la suite, se consacre entièrement à son art.

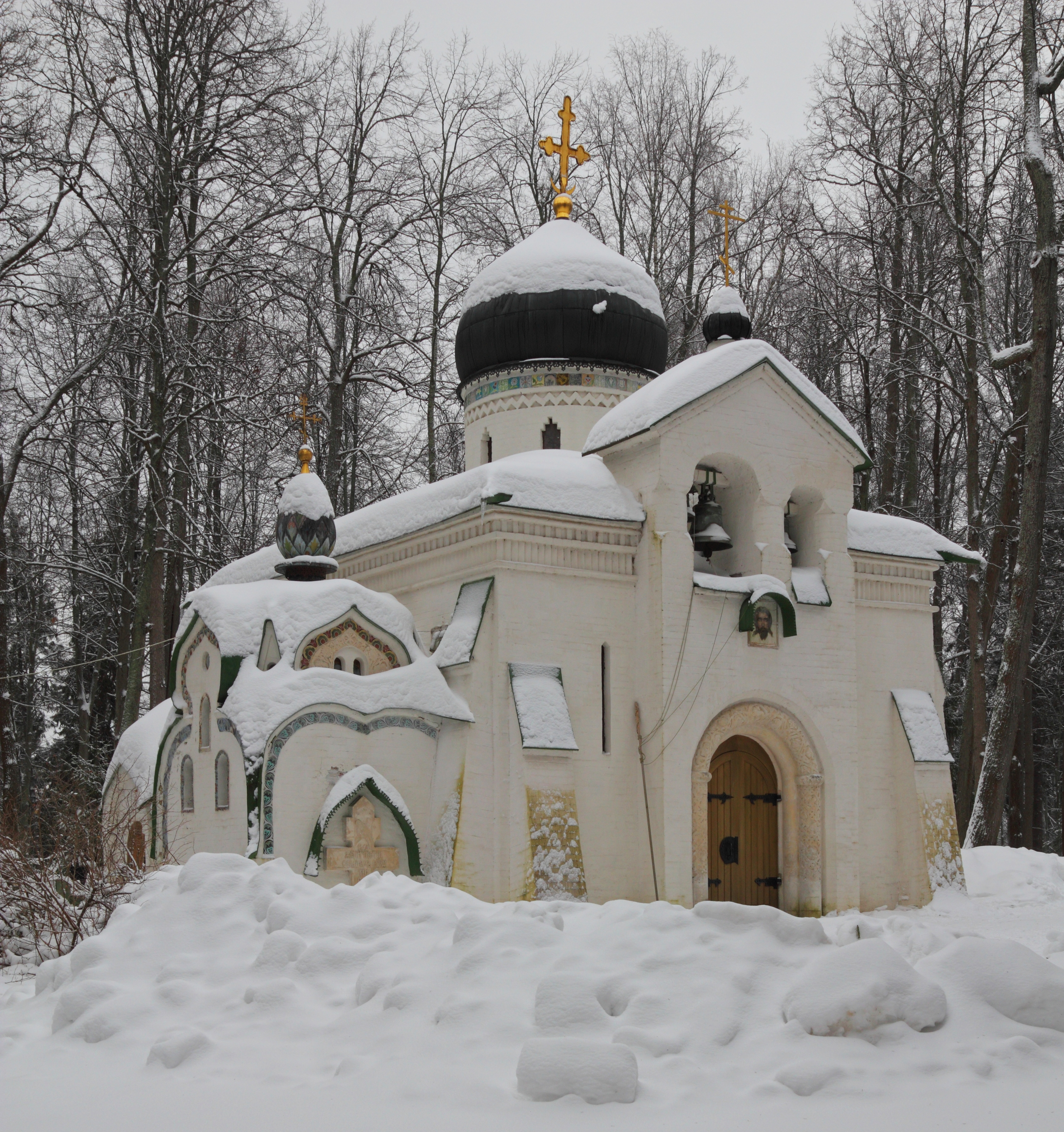
Abramtsevo, l'église

À partir de 1882, il part passer l'été chaque année dans la datcha de son frère dans le village d'Akhtyrka près d'Abramtsevo, propriété de l'industriel Savva Mamontov. Il noue de nombreux contacts avec les artistes de la communauté qui s'y est installée.
Cette communauté, la « colonie d'Abramtsevo » existait déjà depuis plusieurs années quand les frères Vasnetsov la rejoignent en 1879. Vassili Polenov, Ilia Répine, Valentin Serov, y avaient été accueillis par le mécène Savva Mamontov le propriétaire des lieux. Apollinaire Vasnetsov et son frère commencent à peindre à Abramtsevo dans l'esprit des preux russes, des bogatyr
En 1880, Polenov, peintre mais aussi archéologue, propose l'édification de la petite église d'Abramtsevo. Elle devait permettre aux habitants du village voisin d'accéder à un lieu de culte pendant les crues de la rivière proche. L'idée suscita un grand enthousiasme chez tous les membres de la colonie. Après de nombreuses discussions, les artistes décidèrent de s'inspirer d'une église médiévale de Novgorod et de suivre les plans d'Apollinaire Vasnetsov pour la réaliser.
En 1885 et 1886, il voyage dans l'empire russe et visite la Crimée, l'Ukraine. Plus tard il séjourne en France, en Italie, en Allemagne (en 1898).
Les idées symbolistes en littérature et en peinture prirent de l'importance en Russie grâce à la revue Mir iskousstva (« Le monde de l'art »). Pour les peintres, les expositions organisées à partir de 1898 à la suite de la revue représentaient l'occasion idéale de répandre leurs idées et de faire connaître leur art.
La première, celle intitulée « Exposition de peintres russes et finlandais » en 1898, présenta du côté russe les membres de la colonie d'Abramtsevo : Isaac Levitan, Constantin Korovine Valentin Serov, Mikhaïl Vroubel, Mikhaïl Nesterov, Ivan Malioutine et les frères Apollinaire et Victor Vasnetsov.
Apollinaire Vasnetsov devient académicien de l'Académie des beaux-arts de Saint-Pétersbourg en 1903. De 1901 à 1918 il dirige une classe de peintres paysagistes à l'Institut des beaux-arts de Moscou. En 1918, il dirige la commission d'étude du vieux Moscou et mène des fouilles dans la partie centrale de la ville.
En 1931, il est l'un des seuls artistes à s'opposer publiquement à la démolition de l'édifice de la Cathédrale du Christ-Sauveur de Moscou, et il écrivit une lettre ouverte dans le journal « Izvestia » pour protester. Afin de construire à sa place un palais des Soviets, la cathédrale est dynamitée sur l'ordre de Lazare Kaganovitch, en 1931 à l'époque de Staline. En 2000, après reconstruction, le nouvel édifice fut consacré et affecté à nouveau au culte.
Apollinaire Vasnetsov meurt à Moscou le 23 janvier 1933, il est inhumé au Cimetière de la Présentation (Moscou) (parcelle 20). À Moscou un appartement-musée a été créé pour présenter les œuvres de l'artiste.

## Galeries

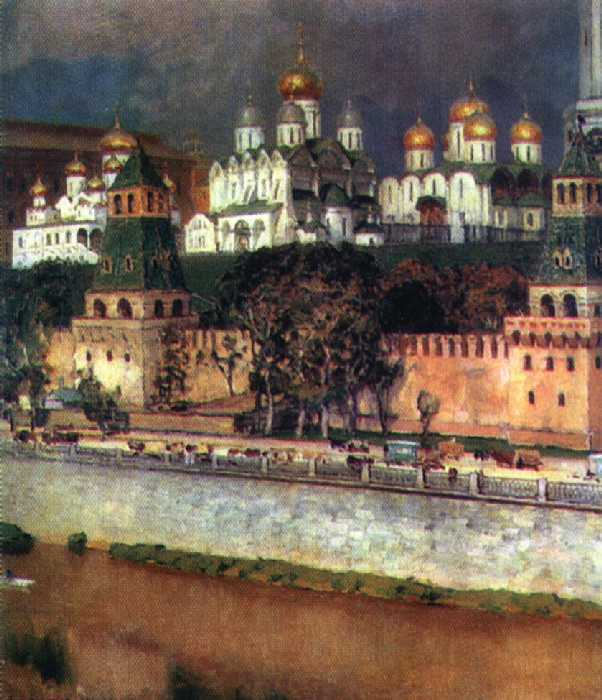
« Kremlin », 1892
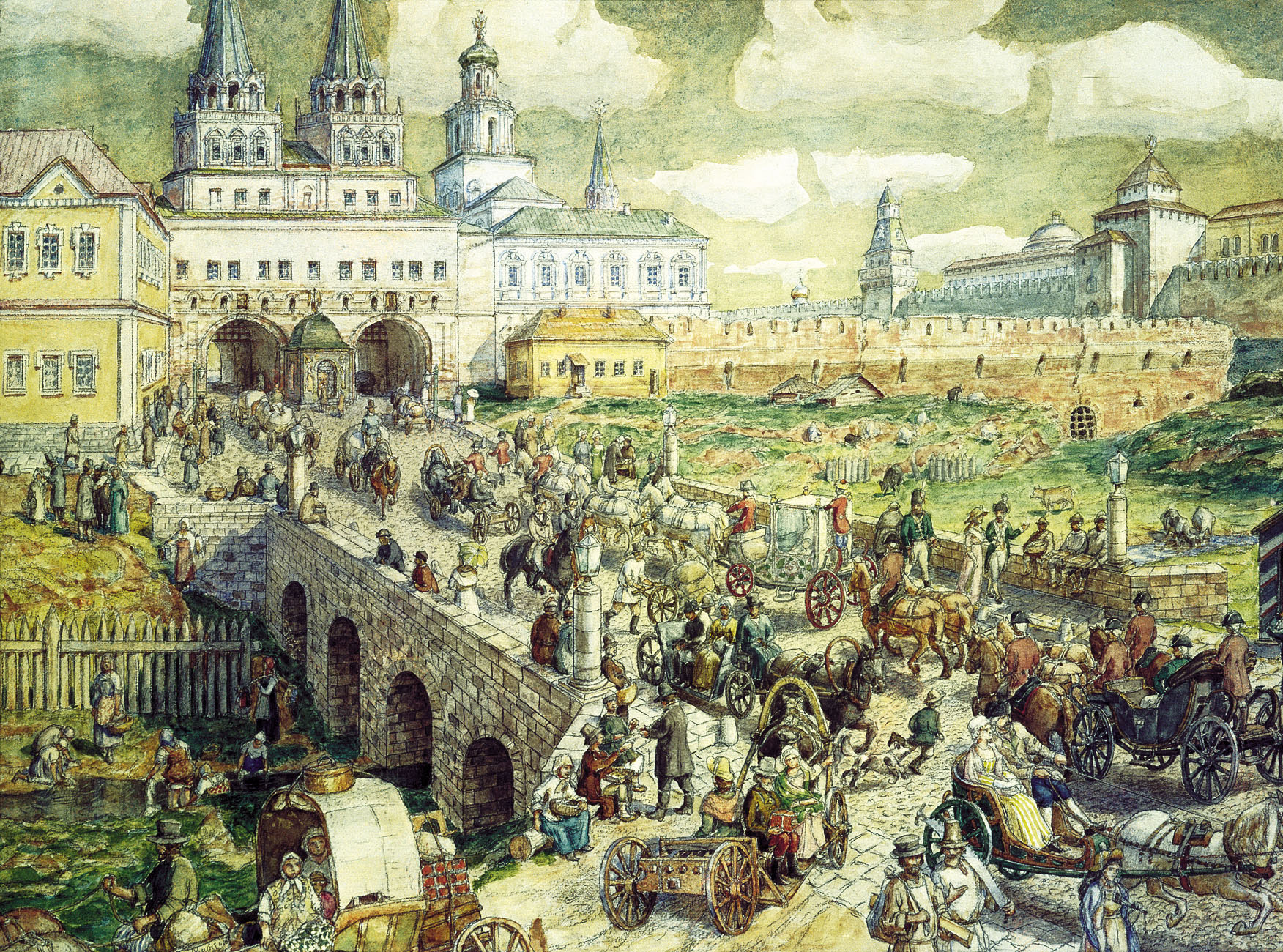
« Trafic sur le pont de la Résurrection au XVIIIe.», 1926.
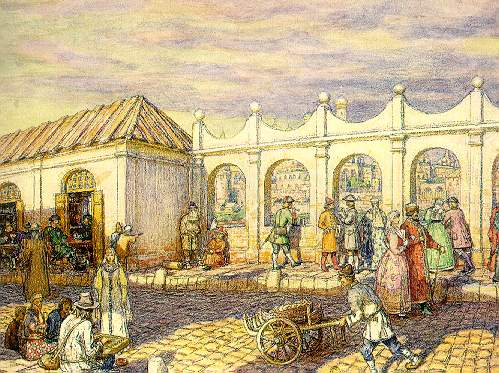
« Le pont de pierre de Kalinki à l'époque de Pierre-le-grand», 1902 г.
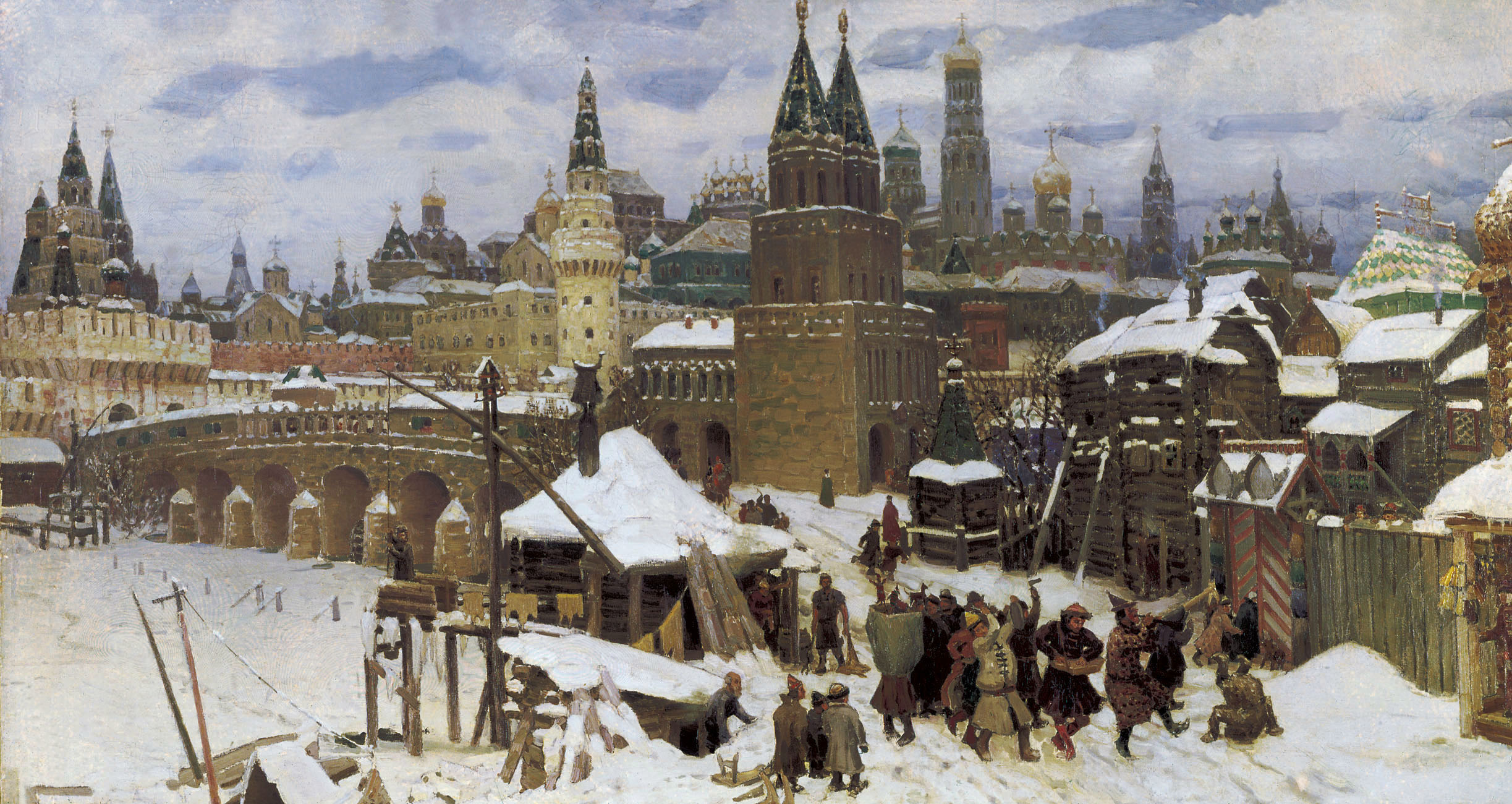
« Pont de tous les Saints.» Moscou fin du XVIIe, 1901.
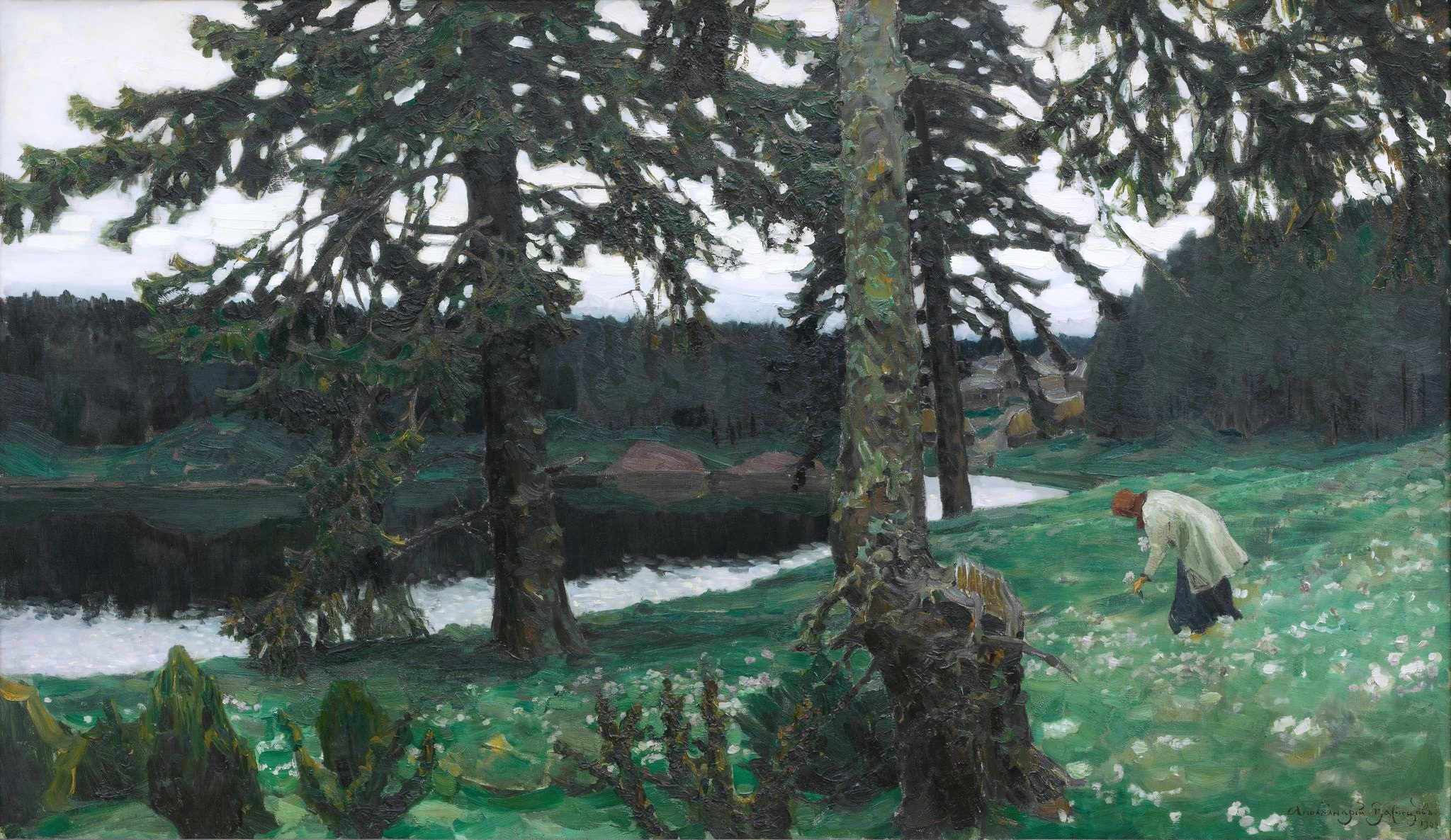
« Le lac », 1902.
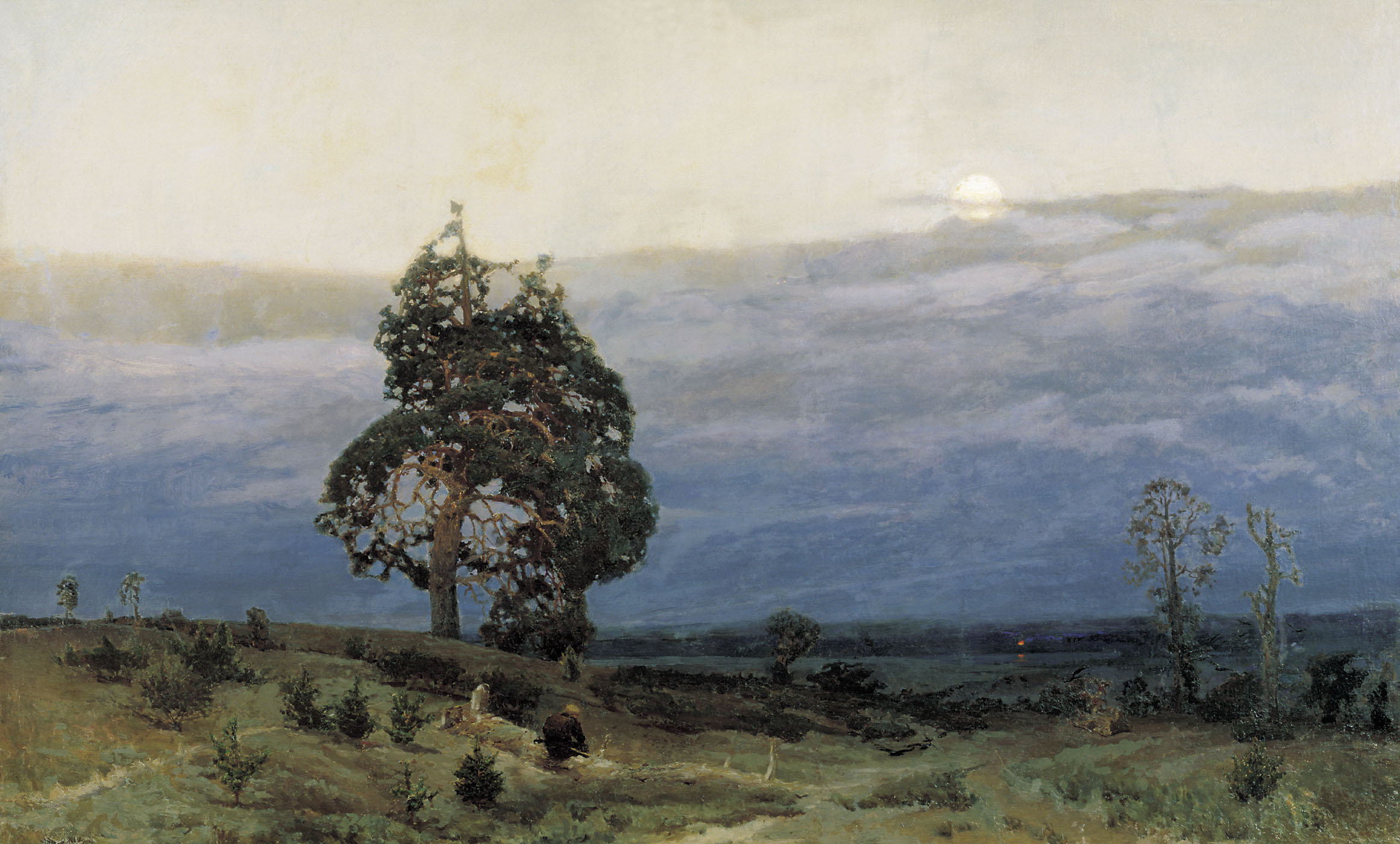
« Crépuscule »
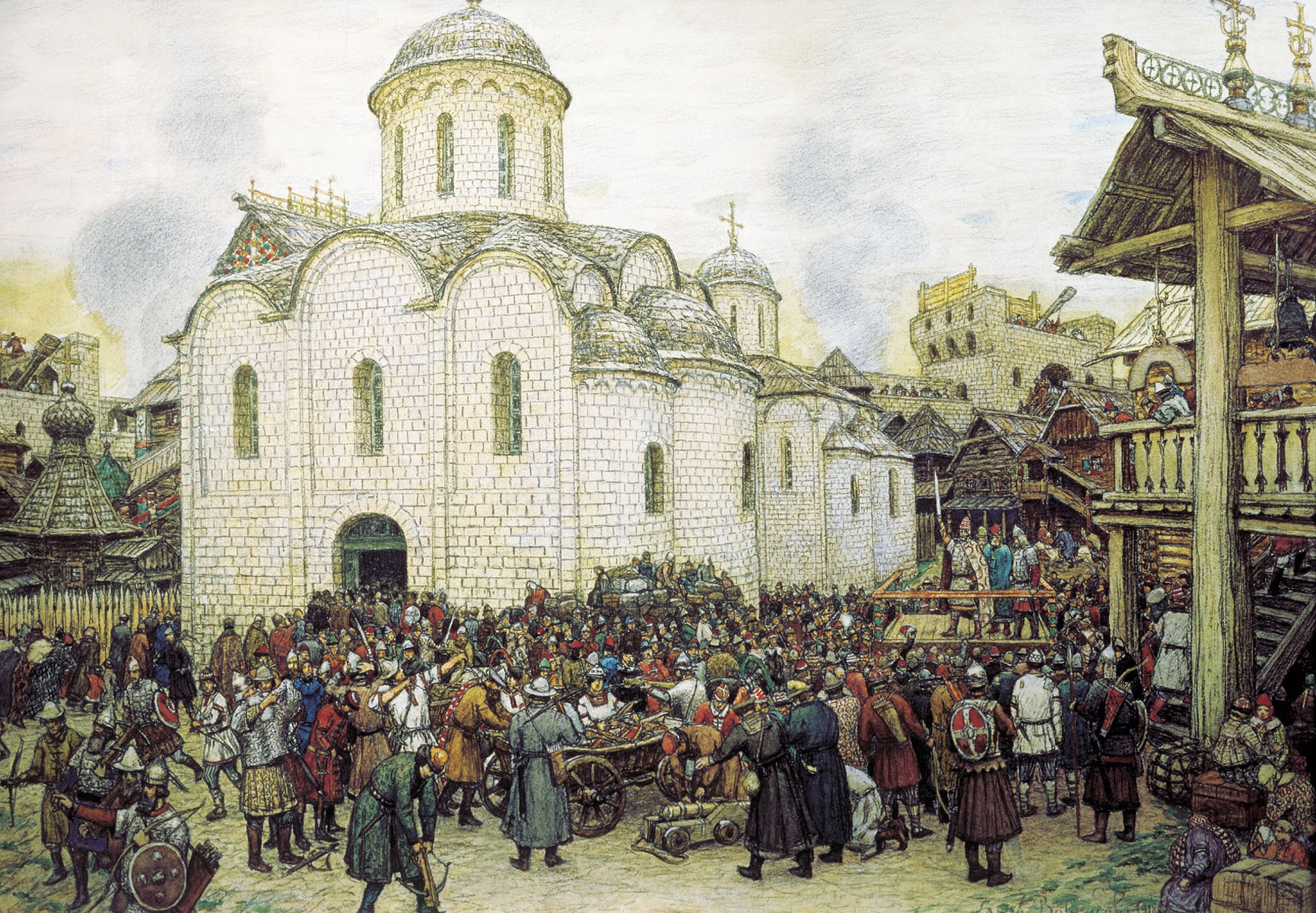
« La défense de Moscou du khan Tokhtamych. XIVe », 1918.
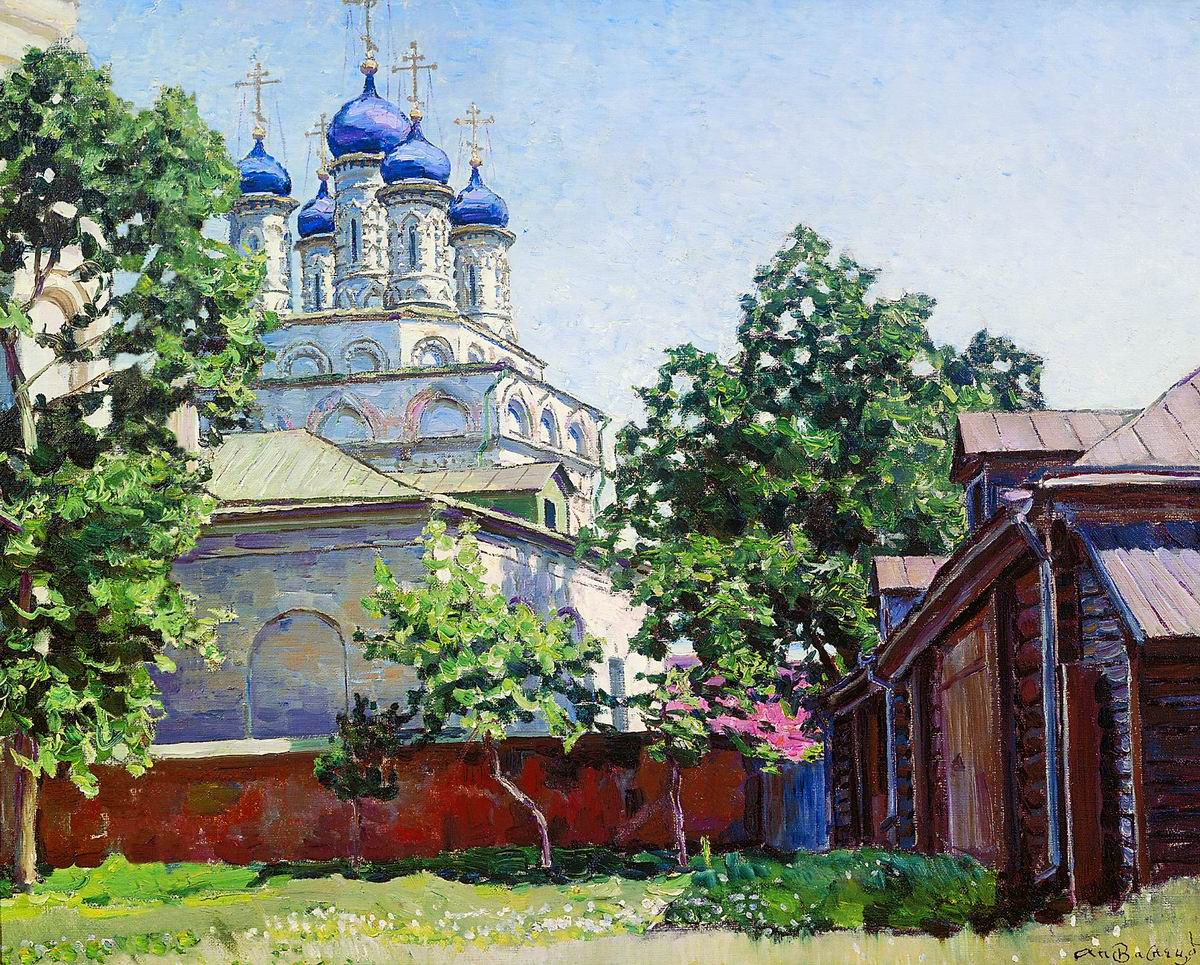
« Église de la Trinité à Versenevke », 1922.
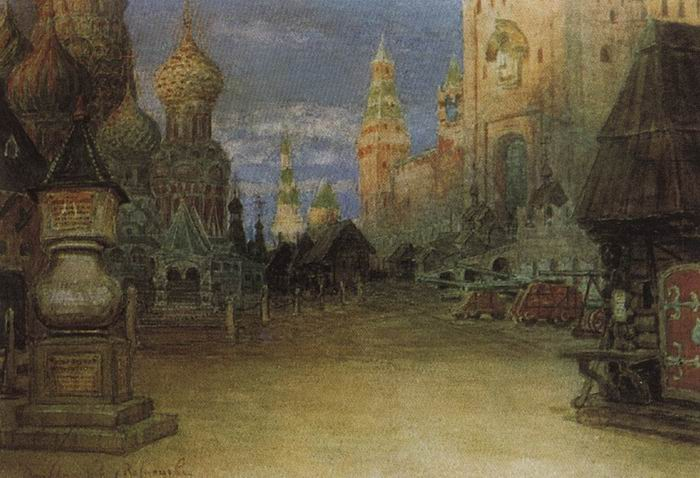
«Place rouge», 1897 г.
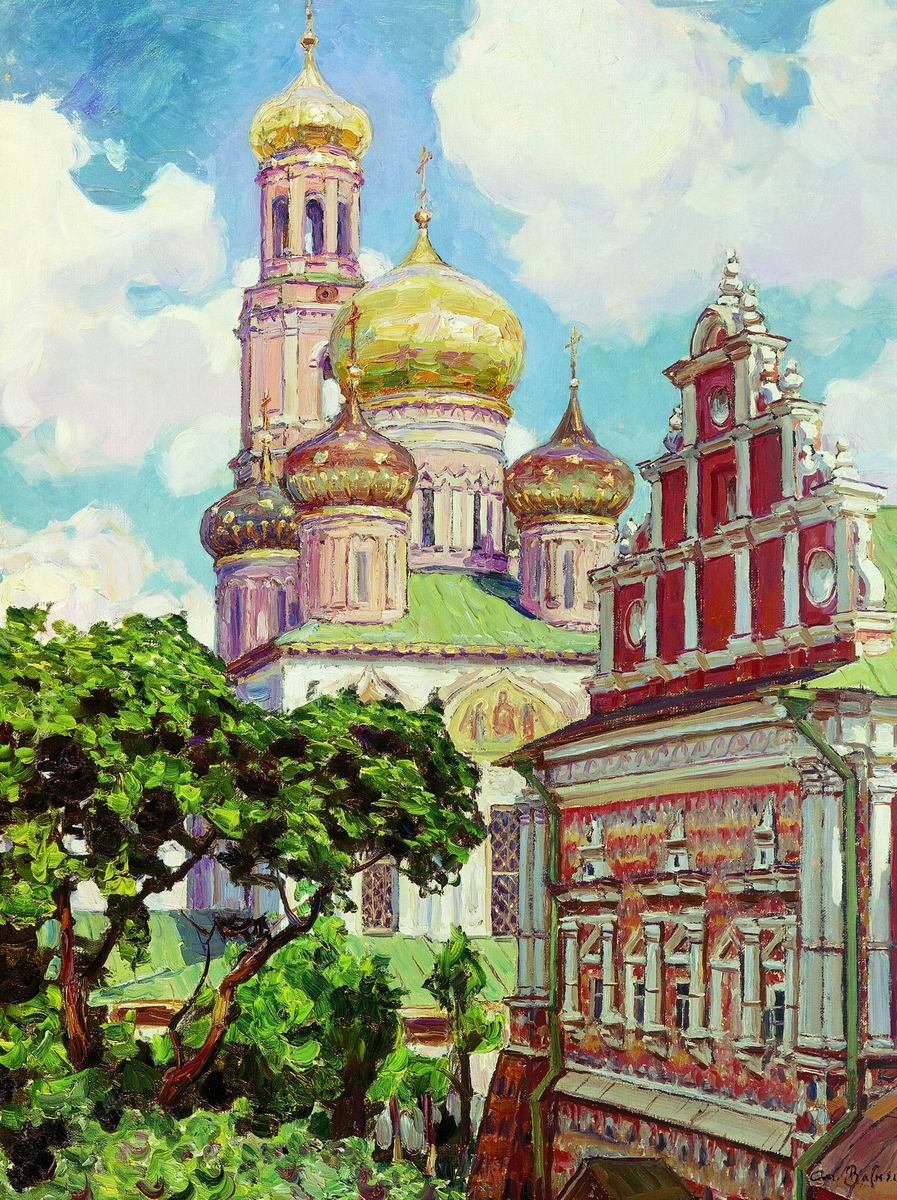
« Monastère de Simon. Nuages et coupoles dorées », 1927.
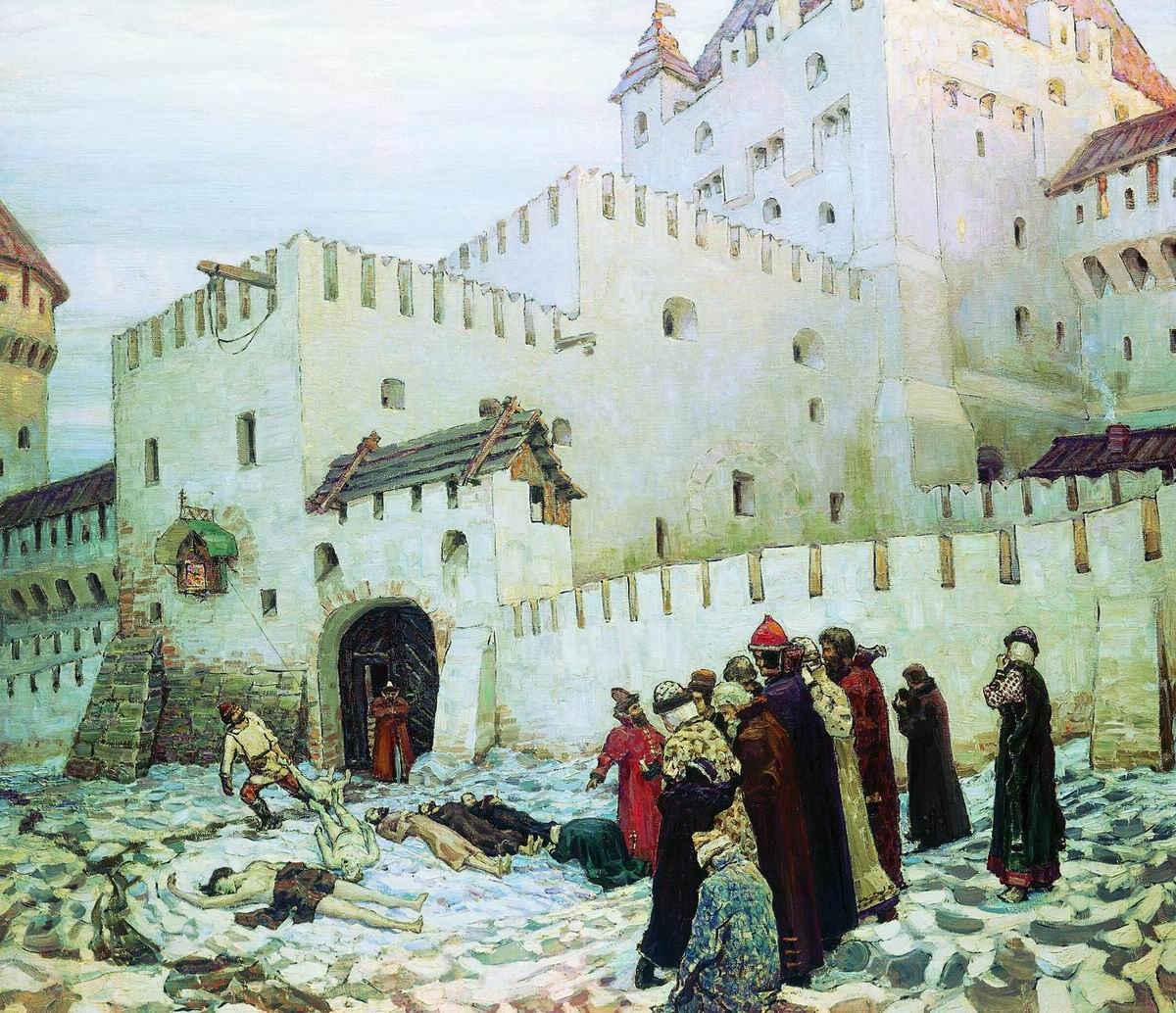
« Chambre de torture à Moscou. Fin du XVIe 1912.
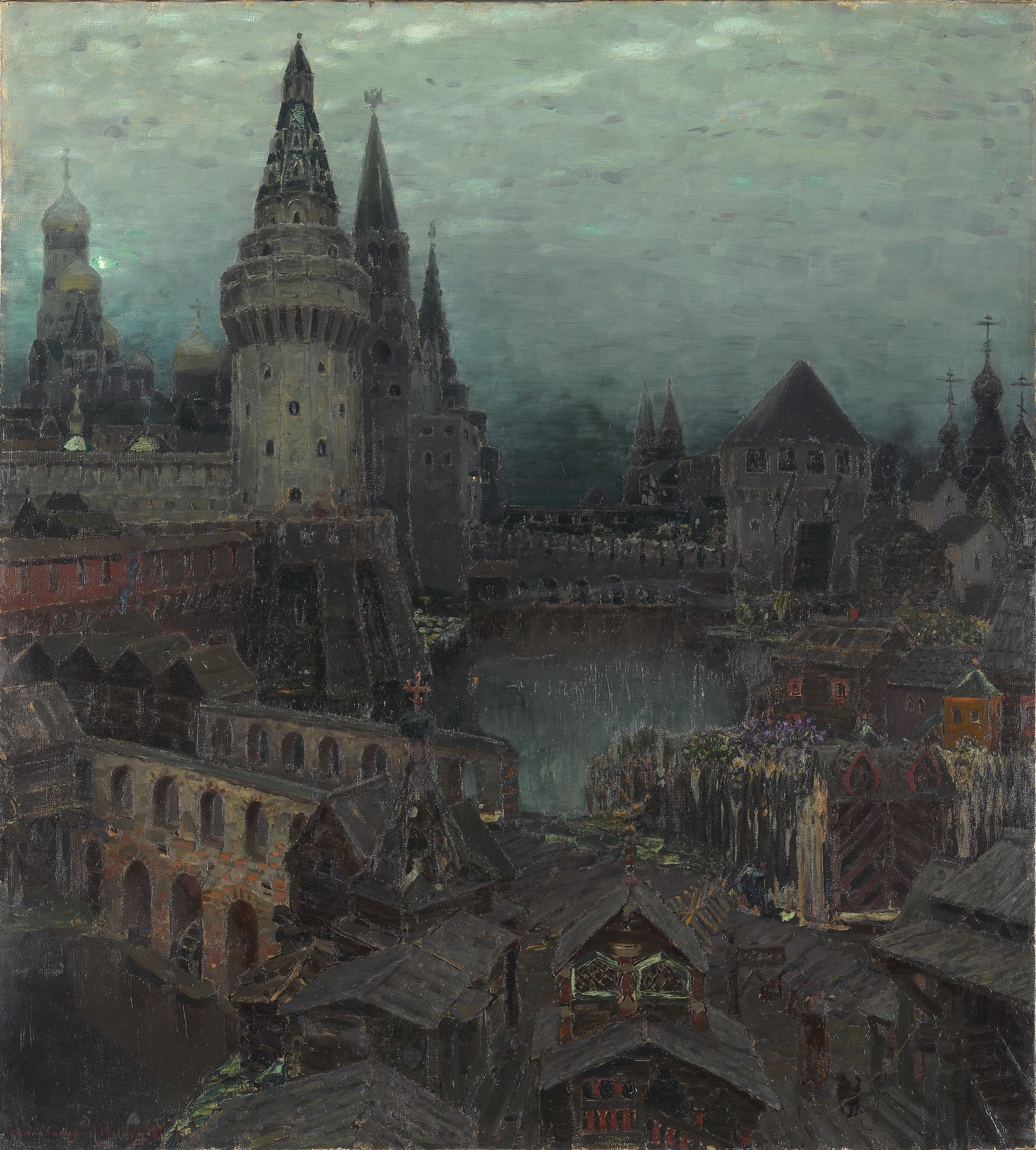
« À l'aube sur le pont de la Résurrection. Fin du XVIIe», 1900.
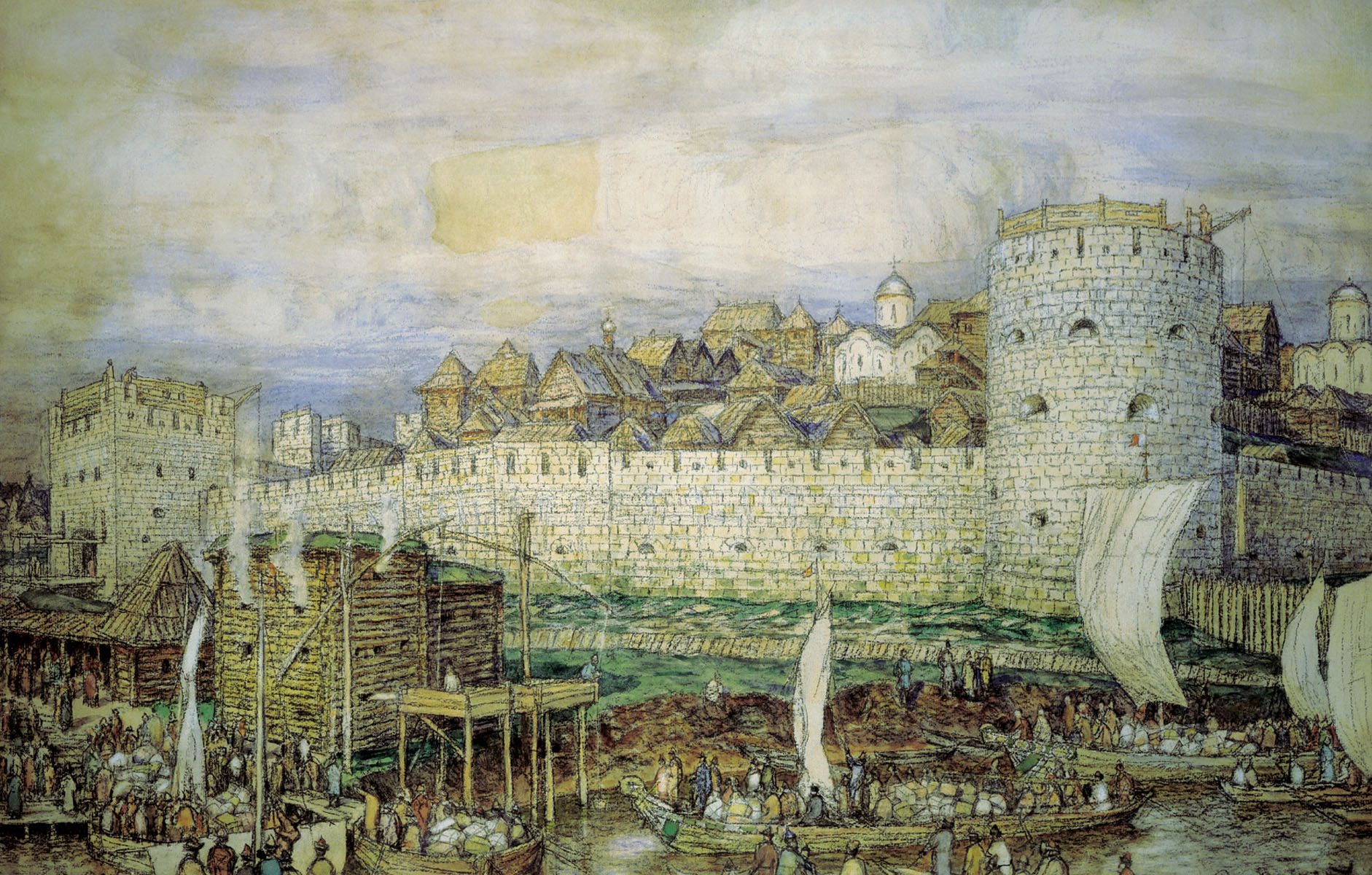
« Kremlin de Moscou »